# Le avventure del barone Von Trenck
Le avventure del barone Von Trenck è uno sceneggiato televisivo di produzione italo-tedesca in sei puntate diretto da Fritz Umgelter e trasmesso dalla RAI nel 1973, poi replicato sulla Rete 2 nell'agosto 1980. Nel 2003 ne è stato fatto un remake in Germania, mai distribuito in Italia, in cui Matthias Habich, già protagonista nella prima serie, interpretava invece un personaggio secondario.

## Trama
La vita e le avventure del barone prussiano Friedrich von der Trenck, ufficiale al servizio del Re Federico II, presso il quale, a causa dell'amore corrisposto tra lui e la sorella del re Amalia, cadrà in disgrazia e, dopo essere stato esiliato, combatterà’ durante le guerre di successione in Austria e Russia;  catturato dai prussiani verrà costretto ad una lunga detenzione, morendo infine in Francia, ghigliottinato durante la rivoluzione condannato da un tribunale rivoluzionario per aver affermato che Federico di Prussia, seppur con lui crudele, era stato un grande re.